# Dương Bộc
Dương Bộc (chữ Hán phồn thể: 楊僕; chữ Hán giản thể: 杨仆, ? - ?) là tướng lĩnh thời Tây Hán, người huyện Nghi Dương.1

## Tiểu sử
Thời Hán Vũ Đế giữ chức Ngự sử, sau làm Chủ tước đô úy. Năm 112 TCN triều đình bổ nhiệm Bộc làm Lâu thuyền tướng quân suất lĩnh thủy quân, cùng với lục quân của Lộ Bác Đức tấn công thôn tính nước Nam Việt, được phong Tương Lương hầu. Hán Vũ Đế từng ra chiếu thư khiển trách năm lỗi lầm của Dương Bộc và nhắc nhở Bộc đừng có cậy công mà tự kiêu. Năm 111 TCN, Bộc cùng với Vương Ôn Thư và Hàn Thuyết dẫn quân đi đánh nước Đông Việt.
Năm 109 TCN, Bộc xuất binh xâm lược Vệ Mãn Triều Tiên, cùng với tả tướng quân Tuân Trệ làm tướng quân, do phối hợp không tận lực, ảnh hưởng đến chiến cuộc nên bị Tuân Trệ bắt giam, sau khi tiêu diệt Triều Tiên, Hán Vũ Đế biết được hai tướng tranh công, nổi giận giết chết Tuân Trệ, Dương Bộc cũng bị liên lụy nhưng được phép chuộc tội làm thứ nhân. Về sau mắc bệnh chết, không rõ năm nào.